# Władimir Ambrozjew
Władimir Ambrozjew (ur. 23 marca 1948) – białoruski lekkoatleta specjalizujący się w rzucie młotem, który startował w barwach Związku Radzieckiego.
W 1966 roku wywalczył brązowy medal europejskich igrzysk juniorów. Cztery lata później sięgnął po brąz uniwersjady. Rekord życiowy: 70,74 (27 kwietnia 1973, Brześć).